# DiventeràBellissima
#DiventeràBellissima (#DB) è un partito politico italiano di orientamento conservatore, autonomista e meridionalista, attivo principalmente in Sicilia. Il partito, guidato dall'ex-presidente della Regione Siciliana Nello Musumeci, si ispira "ai valori cristiani e sociali della civiltà europea e mediterranea".

## Storia

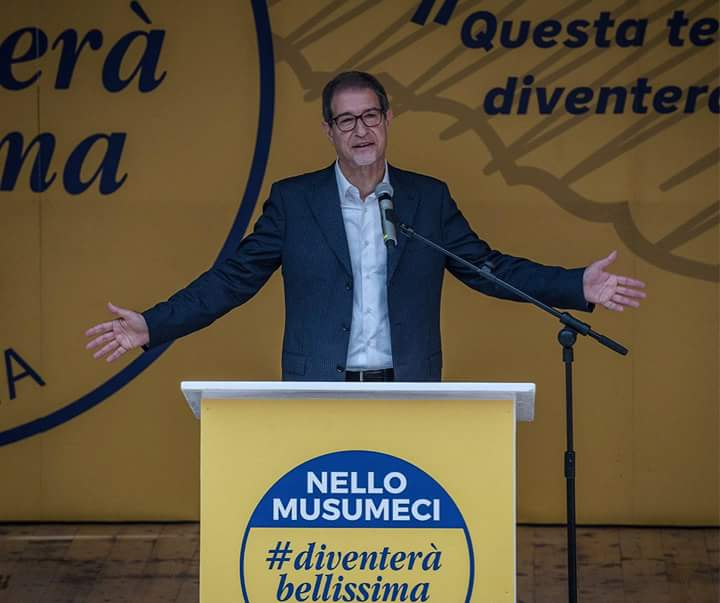
Musumeci apre la campagna elettorale delle regionali del 2017

### La nascita
La sua fondazione come movimento civico avviene nel novembre 2014 a Catania per iniziativa di alcuni storici esponenti di destra, fra i quali Nello Musumeci e Fabio Granata.
La denominazione scelta riprende una celebre frase del magistrato palermitano Paolo Borsellino.
Nel novembre 2015 una prima organizzazione sul territorio porta alla nomina di tre portavoce: Alessandro Aricò, Giusy Savarino e Ruggero Razza.

### Elezioni siciliane del 2017
Il 28 aprile 2017 lo stesso Musumeci annuncia la sua candidatura a presidente della Regione Siciliana, ottenendo in settembre il sostegno di un'ampia coalizione di centro-destra e risultando vittorioso alle successive consultazioni del 5 novembre.
La lista #DiventeràBellissima ottiene il 5,96% dei voti ed elegge sei deputati regionali.
Il 17 dicembre 2017 ha celebrato a Palermo il suo primo congresso costituente, che ha eletto presidente del movimento Nello Musumeci e coordinatore Raffaele Stancanelli, che hanno annunciato che il movimento si presenterà alle politiche del marzo 2018.
Nella giunta Musumeci entrano come assessori in quota DB Ruggero Razza alla Salute e Sebastiano Tusa ai Beni culturali.

### Le elezioni del 2018
Alle elezioni politiche del marzo 2018 il partito prende parte alla coalizione di centro-destra con alcuni candidati in Sicilia, eleggendo il coordinatore del partito Raffaele Stancanelli al Senato della Repubblica, all'interno della lista di Fratelli d'Italia. Stancanelli dopo l'insediamento al Senato presenta le sue dimissioni da coordinatore, così come prevede lo Statuto del movimento.
A Catania per le successive elezioni comunali di quell'anno il movimento #DB sostiene l'eletto Salvo Pogliese, e con 7 220 voti e il 5,91% ottiene tre consiglieri al municipio etneo. Alle elezioni per il sindaco di Piazza Armerina viene eletto il sindaco Cammarata con 54,41% e con 10 consiglieri, e a Custonaci è rieletto sindaco Giuseppe Bica. Ad Acireale 2 seggi. A Partinico viene eletto sindaco De Luca con il 65% dei voti e 5 seggi al Consiglio comunale. A Comiso viene eletta prima cittadina Schembari con il 50,21% e 5 seggi al Consiglio civico. A Belpasso DB si schiera a sostegno del sindaco Daniele Motta, a partire dal 10 ottobre si costituisce il gruppo consigliare con 5 componenti già eletti in liste civiche collegate al movimento. Al termine di quelle amministrative Granata, candidato sindaco non eletto a Siracusa, abbandona il movimento.

### La fase congressuale
La direzione del 19 novembre 2018 ha ratificato le dimissioni da coordinatore di Raffaele Stancanelli, e ha nominato tre nuovi coordinatori (Giovanna Candura, Enrico Trantino e Giuseppe Catania) per portare il movimento a congresso, congresso fissato per il 24 febbraio 2019.
L'assise conferma Musumeci presidente ed elegge Gino Ioppolo, sindaco di Caltagirone, coordinatore. Con una mozione approvata al congresso viene deciso che non si presenteranno liste alle europee del 2019 e che non verrà sostenuto nessun candidato. Stancanelli si candida lo stesso nella lista di FdI al parlamento europeo e, divenuto eurodeputato, si dimette dal Senato e da #DB.
L'assessore regionale alla Salute di #DB, Ruggero Razza il 30 marzo 2021 si dimette perché indagato dalla Procura di Trapani su presunti dati covid falsati, ma viene reintegrato da Musumeci il 2 giugno successivo.

### Il patto con FdI del 2022
Nel febbraio 2022 #DB sigla un "patto di collaborazione" con Fratelli d'Italia. Nel giugno 2022 Musumeci nomina il capogruppo di #DB all'Ars, Alessandro Aricò, nuovo assessore regionale alla Pubblica istruzione e alla formazione professionale, che prende il posto di Roberto Lagalla, eletto sindaco di Palermo.
Alle elezioni politiche del 25 settembre 2022, così come alle regionali dello stesso giorno, presenta i propri candidati all'interno delle liste di FdI.
Il suo leader Nello Musumeci, eletto senatore in FdI, il 22 ottobre 2022 è nominato ministro del Mare e per il Sud del governo Meloni. Elegge all'Ars 5 deputati regionali: Giuseppe Galluzzo, Marco Intravaia, figlio di Domenico (carabiniere caduto a Nassiriya), Giuseppe Zitelli, Giusy Savarino e Giorgio Assenza. Gli ultimi due lasciano la componente dopo le polemiche per la formazione della Giunta Schifani.. Nel 2024 lascia il partito anche Marco Intravaia, che aderisce a Forza Italia.

## Organizzazione

### Presidenti
- Nello Musumeci (dal 17 dicembre 2017)

### Coordinatori
- Alessandro Aricò, Giorgio Assenza e Giusy Savarino (21 ottobre 2021 - 15 novembre 2022)
- Gino Ioppolo  (24 febbraio 2019 - 31 ottobre 2021)
- Giuseppe Catania, Giovanna Candura, Enrico Trantino (19 novembre 2018 - 24 febbraio 2019)
- Raffaele Stancanelli (17 dicembre 2017 - 19 novembre 2018)
- Alessandro Aricò, Giusy Savarino e Ruggero Razza (18 novembre 2015 - 17 dicembre 2017)

## Risultati elettorali
| Elezione       | Elezione       | Voti                 | %                    | Seggi   |
| -------------- | -------------- | -------------------- | -------------------- | ------- |
| Regionali 2017 | Regionali 2017 | 114.708              | 5,96                 | 6 / 70  |
| Politiche 2018 | Camera         | -                    | -                    | -       |
| Politiche 2018 | Senato         | In Fratelli d'Italia | In Fratelli d'Italia | 1 / 315 |
| Regionali 2022 | Regionali 2022 | In Fratelli d'Italia | In Fratelli d'Italia | 5 / 70  |
| Politiche 2022 | Camera         | -                    | -                    | -       |
| Politiche 2022 | Senato         | In Fratelli d'Italia | In Fratelli d'Italia | 1 / 200 |